# Zales, Bloke
Zales este o localitate din comuna Bloke, Slovenia, cu o populație de 15 locuitori.